# Agelasta cana
Agelasta cana là một loài bọ cánh cứng trong họ Cerambycidae.